# Яр

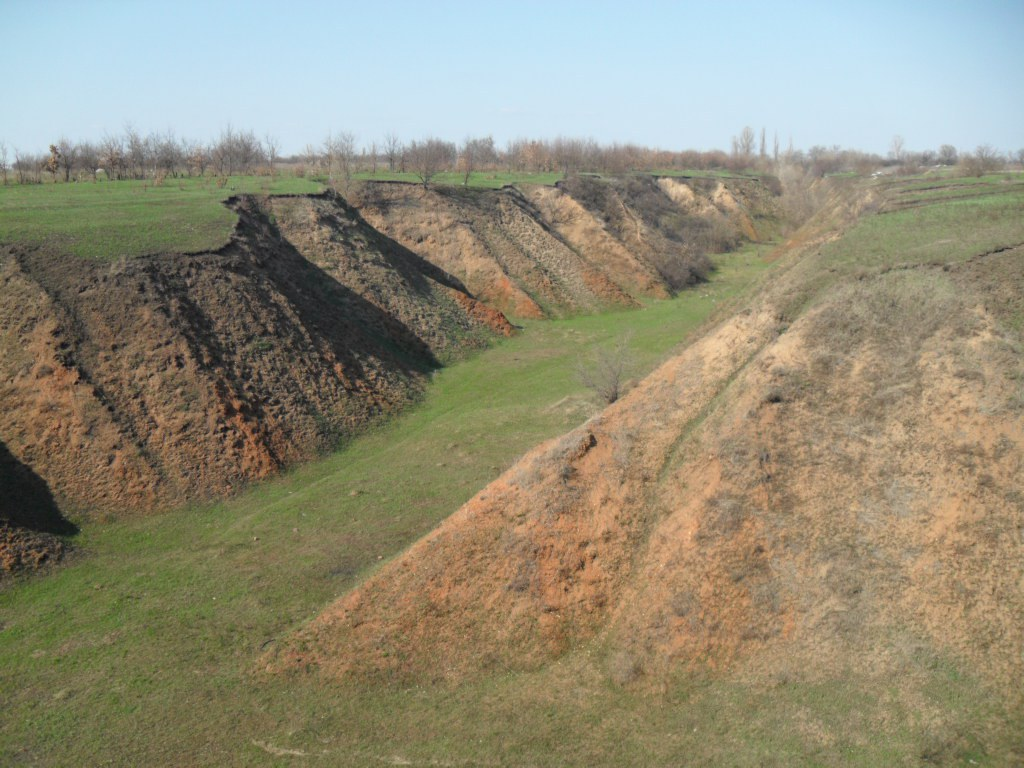
Яр на теренах Придніпровської височини (Україна, Кіровоградська область)

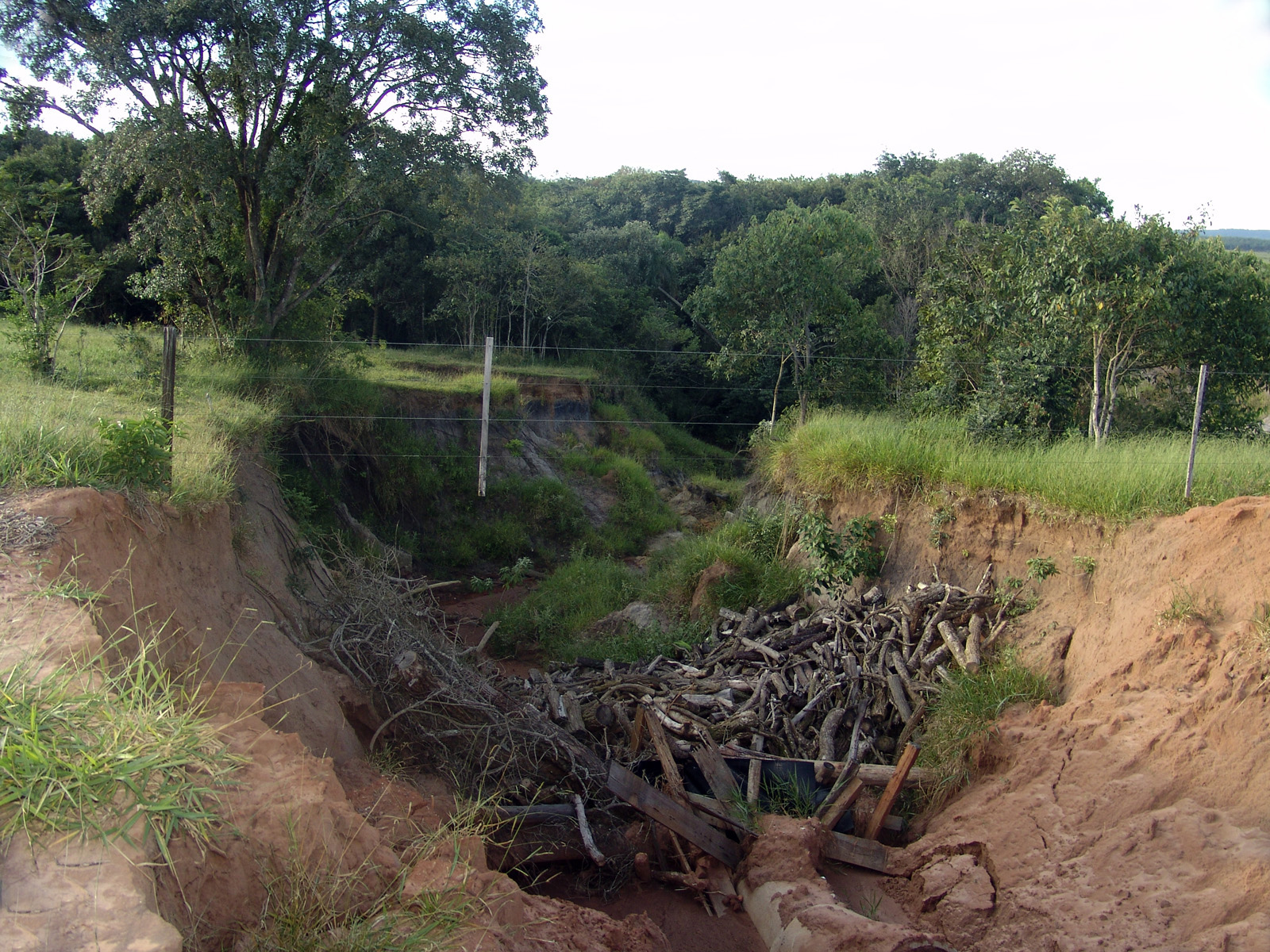
Яр (Бразилія, штат Сан-Паулу, муніципалітет Аваре)

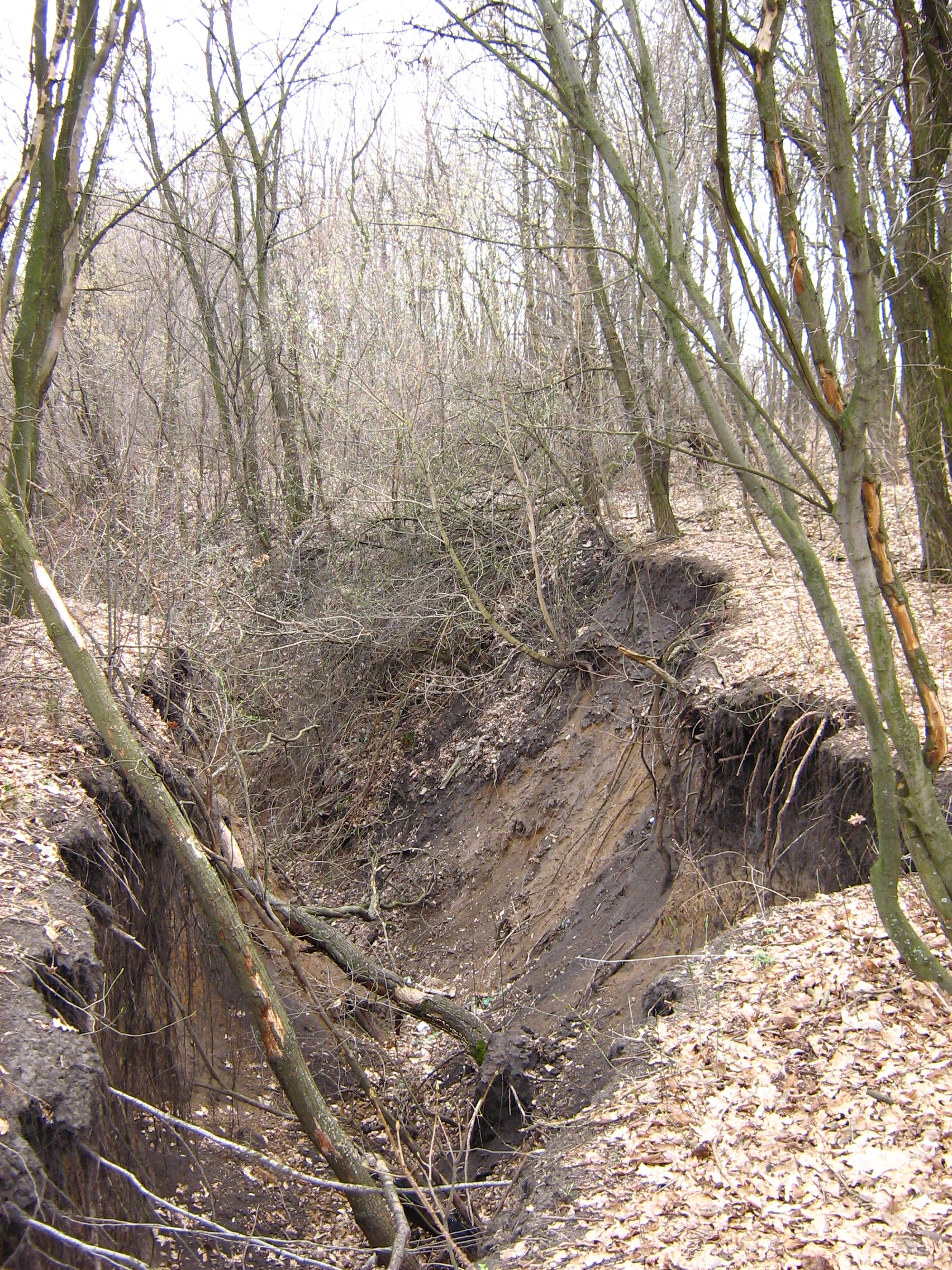
Яр (Україна, Харківська область)

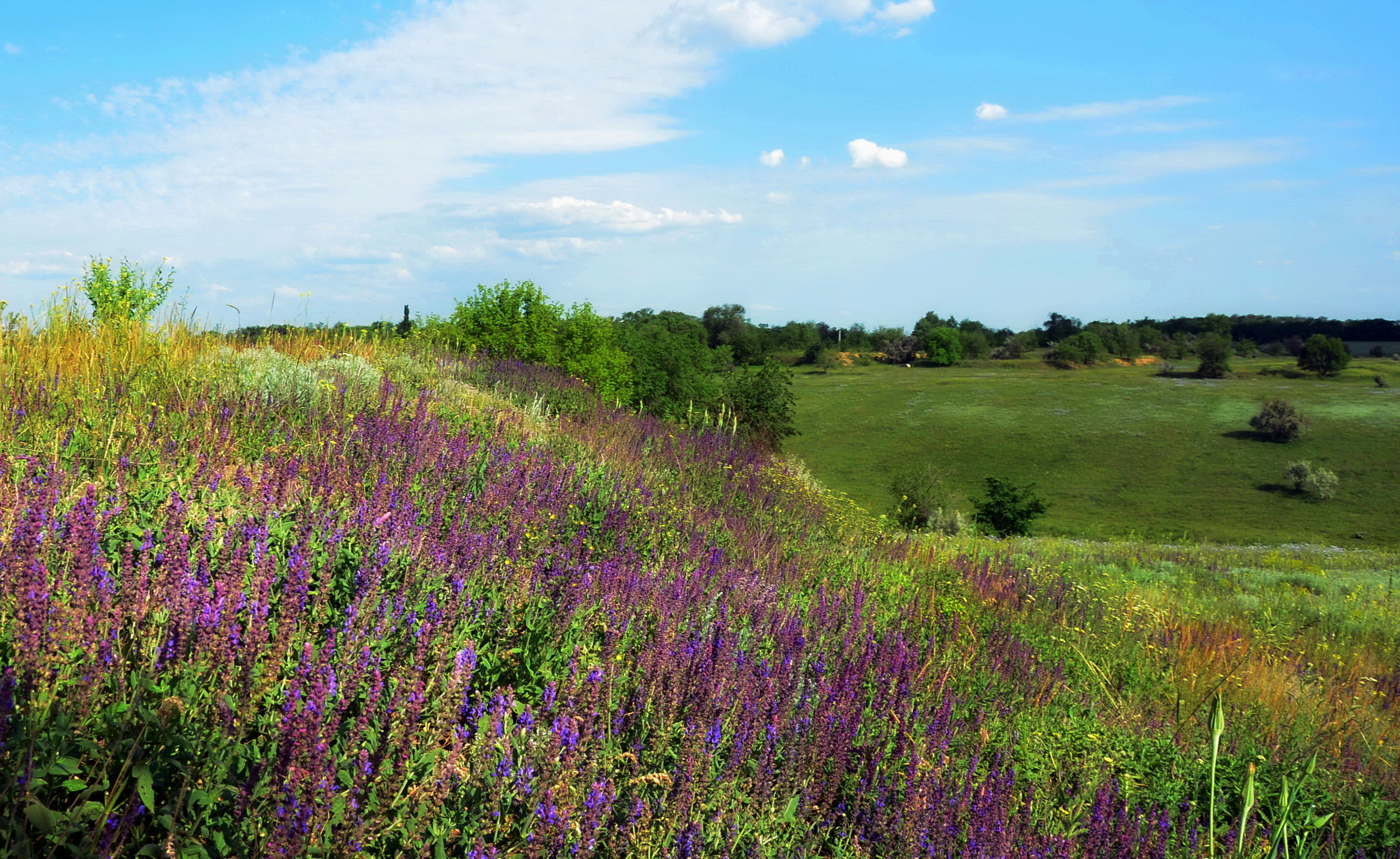
Старий Яр на Січеславщині

Яр, мн. яри́ (нім. Erosionsrinne, Gully, англ. gully, фр. ravine, пол. wąwóz, серб. вододерина) — флювіальні форми рельєфу; глибокі, широкі й достатньо протяжні крутосхилі долини V-подібної форми, які виникають внаслідок ерозії пухких гірських порід тимчасовими лінійними водотоками під час потужних опадів, танення снігу, льоду чи льодовиків. Залежно від місць формування, яри бувають донними (вкладеними, вторинними) чи бічними (первинними, вихідними).

## Назва
Слово яр — запозичення з тюркських мов (давньотюркське jar). Трапляється вже у періоді формування давньоукраїнської мови (XI—XIII ст.).
Глибокі яри називають яругами і крутоярами, яри з похилими схилами — балками, порослі лісом яри — байраками, невеликі яри — виярками, пере́ярками, при́ярками, вибалками. У діалектах яри відомі як звори (ізвори), дебри (дебрі).

## Утворення ярів
Утворення ярів пов'язане з руйнуванням пластів пухких осадових порід (лесів, глин, вапняків та ін.) тимчасовими лінійними водотоками, що виникають на схилах крутизною понад 3-5 градусів внаслідок випадіння дощів, танення снігу, льоду чи льодовиків на суміжних теренах. Крім найближчих схилів, каналами надходження стічних вод до ярів є мережі інших ерозійних форм, що сполучаються з їхніми долинами: лощин, ерозійних борозен, ерозійних вимоїн (водориїв) та ін. Крім того, загальною умовою наявності текучих вод на земній поверхні є відповідна структура та рухи корінних кристалічних порід фундаменту території. Часто фундамент є розбитим численними розламами, що породжують появу тектонічних блоків між ними. Відтак, під час вертикальних переміщень цих блоків виникають суттєві перепади висот на поверхні. Рівнини набувають хвилястих обрисів, а по утворених схилах починається активний стік. Там, де крутизна схилів стає більшою за 3-5 градусів, площинний стік переходить у лінійний. Змив крихких гірських порід перетворюється у розмив. З'являється ерозія, а значить і відповідний генетичний ряд форм рельєфу: лощини — борозни — вимоїни — яри — балки — річкові долини. Яри припиняють свій ріст, а згодом й існування або досягаючи базису ерозій (рівня підземних вод, глибини залягання міцних кристалічних порід фундаменту, тальвегу сусідньої долини тощо), або внаслідок застосування проти них спеціальних технічних засобів (заліснення схилів, загортання ярів гравієм тощо), або внаслідок глобальних змін клімату у бік появи більш посушливих умов. У першому випадку вони перетворюються на річкові долини чи балки, у інших двох — старіють і заростають.

## Сприятливі умови для утворення ярів
- відсутність або розріджений стан рослинності;
- наявність потужних пластів крихких гірських порід (лесів, суглинків, глин, пісковиків тощо.);
- наявність земель з деградованим ґрунтово-рослинним покривом (орні землі, пасовища, ґрунтові дороги, стежки тощо);
- раптові опади чи сніготанення;
- переважання в рослинному покриві трав'янистих форм над чагарниковими і деревними;
- відсутність природних перешкод для поверхневих водотоків у вигляді масивів чагарників, лісів, тощо. Чи штучних загород у формі лісосмуг, дорожніх насипів, чи ін. утворень.

## Ідентифікаційні ознаки ярів
- від'ємна конфігурація у просторі;
- загальний ухил долин від вершин до гирлових частин;
- відсутність в тальвегах сталих водотоків;
- чітка зміна основних складових елементів: схилів і днищ; наявність виразних брівок;
- наявність на дні пролювіальних відкладів (часто, у формі шлейфів — видовжених залишків грязьових потоків);
- несприятливі умови для заростання рослинністю на ранніх стадіях розвитку (особливо, на схилах);
- легка заболоченість днищ у періоди випадіння опадів чи танення снігу;
- відслонення на схилах підґрунтових гірських порід;

- не слід ідентифікувати яри за назвами природних об'єктів, оскільки часто, те, що з точки зору геоморфології є яром, на побутовому рівні називають словами «балка», «круча», «урвище» і т. д.

## Просторові параметри ярів

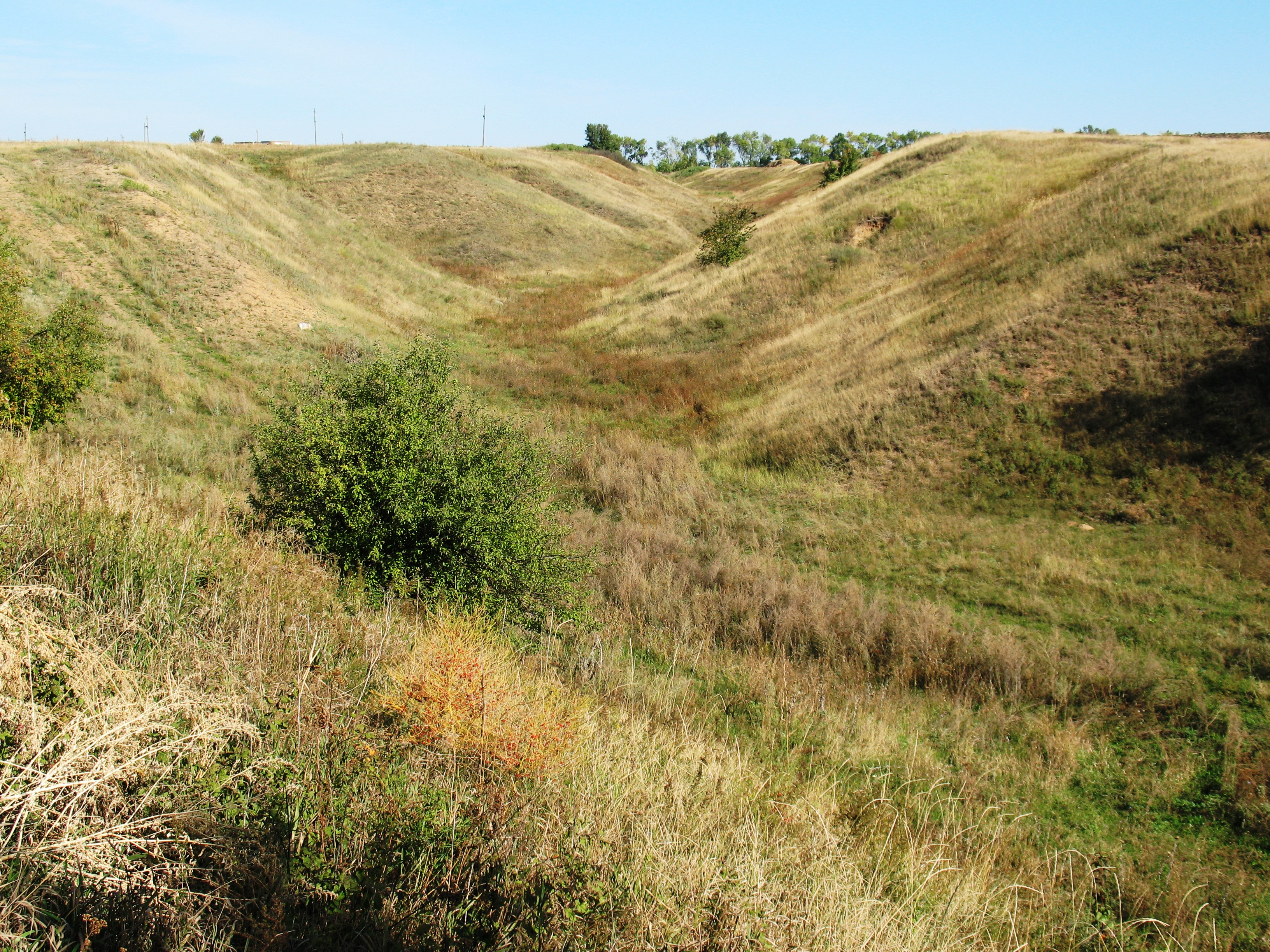
Яр «Балабанівська балка» (Україна, Харківська область) // фото Vizu

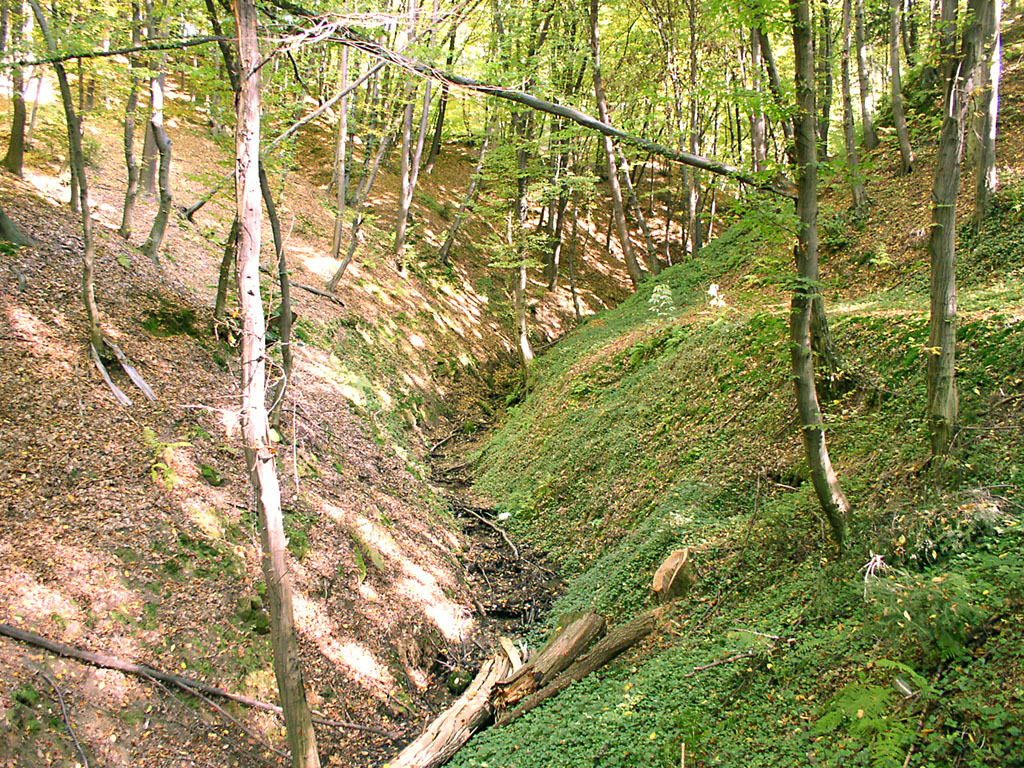
Лісовий Яр (Польща, Новий Сонч) // фото PrzemekL

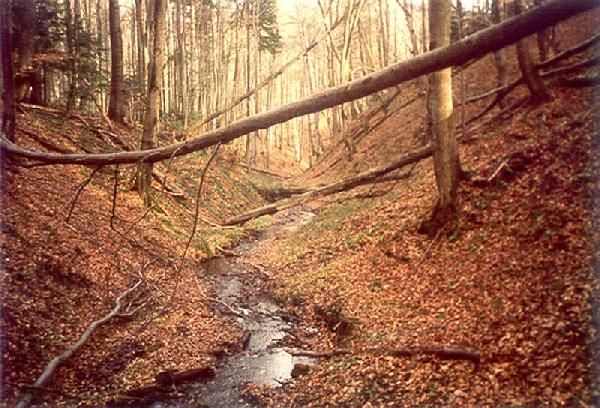
Лісовий Яр в Карпатах (масив Низькі Бескиди, Польща)

- глибина — кілька десятків метрів (пересічно 10 — 20 м, рідше — до 100 м);
- ширина — кілька десятків метрів (пересічно 20 — 50 м);
- протяжність — десятки і сотні метрів;
- профіль — V-подібний, на зрілих стадіях — коритоподібний;
- конфігурація — відкрита, лінійна або звивиста (часто, з утворенням дендритного (деревовидного) малюнку у плані).

## Яружність
Яружність — статистичний показник території, що вимірюється в загальній довжині тальвегів ярів (м, км) на певній площі (га, км²) — м/га, м/км², км/км². Характеризує результат сучасного рельєфоутворювального процесу, що здійснюється тимчасовими русловими потоками дощових і талих вод, при якому утворюються лінійні ерозійні форми розчленування поверхні суші — яри.

## Просторове поширення ярів
Яри, як і інші флювіальні форми рельєфу, широко розповсюджені у горах і на рівнинах, що перебувають в умовах достатнього атмосферного зволоження. Виразнішими вони є на рівнинах денудаційних, де кристалічні породи фундаменту близько підступають до денної поверхні, а розлами у них формують складну блокову структуру, що чітко віддзеркалюється в рельєфі. Яри мають деякі регіональні відмінності. Скажімо, яри Рівнинного Криму чи Подільської височини, де основними осадовими породами є малосипкі вапняки і гіпси, є переважно вузькими і глибокими. Яри Придніпровської височини — широкі, неглибокі й плоскодонні (близьке залягання кристалічних порід фундаменту (першочергово, гранітів) не дозволяє їм сильно врізатися).
В Україні яри найпоширеніші у лісостеповій і степовій ландшафтних смугах. Хмілянський яр — найбільший в Україні, завдовжки понад 8 км і завглибшки 70 м виник поблизу Канева (Черкаська область).
Наступна таблиця вказує на динаміку ярів в Україні (в 1000 га):
| Зони           | 1965  | 1970  | 1975  | 1980  | 1983  |
| -------------- | ----- | ----- | ----- | ----- | ----- |
| Полісся        | 20,7  | 13,8  | 9,3   | 8,6   | 8,2   |
| Лісостеп       | 137,3 | 118,5 | 98,4  | 85,1  | 79,4  |
| Північний Степ | 82,7  | 77,6  | 78,8  | 73,8  | 73,0  |
| Південний Степ | 70,0  | 82,2  | 82,5  | 80,7  | 79,9  |
| Карпати        | 13,4  | 12,5  | 14,6  | 19,7  | 18,5  |
| Разом          | 324,1 | 304,6 | 283,6 | 267,9 | 259,0 |

З 1965 року яружні площі в Україні зменшуються, особливо на Поліссі та в Лісостепу, натомість вони зростають у Південному Степу та в Карпатах.
Яри завдають шкоди сільському господарству. Для захисту перед дальшим поширенням ярів насаджують ліси, запроваджують протиерозійне землевпорядкування тощо. Приблизно 3/4 ярів в Україні заліснені, найбільше в Карпатах, у Криму і на Поліссі.

## Відомі яри

Бабин Яр (Україна, Київ, 26.09.1943). // аерофотозйомка Люфтваффе

Бабин Яр (Україна, Київ, листопад 1943 р.) // фото закордонного журналіста

- Бабин Яр — урочище на північно-західній околиці Києва, місце масових розстрілів населення України під час Другої Світової війни;
- Холодний яр — система ярів і балок на півдні Черкаської — півночі Кіровоградської областей, — місце перебігу низки видатних історичних подій української історії («Гайдамаччина», діяльність антибільшовицьких формувань «Холодноярської республіки» та ін.).